# Epiboxidina
La epiboxidina es un compuesto químico heterocíclico que se comporta como un potente agonista parcial de los receptores nicotínicos que combina las subestructuras de la epibatidina y del ABT-418.
Actúa como un agonista parcial de los receptores nicotínicos de la acetilcolina, uniéndose a α3β4 y a los subtipos α4β2. Fue desarrollado como un análogo menos tóxico que la epibatidina (potente alcaloide extraído de la rana que es de alrededor de 200 veces más fuerte que la morfina como analgésico). Aunque tiene sólo una décima parte de la potencia analgésica como agonista α4β2 que la epibatidina, tiene alrededor de la misma potencia que un agonista α3β4 que esta y es mucho menos tóxica.
Este producto es comercial y lo podemos comprar por ejemplo en Santa Cruz Biotechnology.

## Síntesis
La primera síntesis de este compuesto la realizaron Barbara Badio, H. Martin Garraffo, Carlton V. Plummer, William L. Padgett, John W. Daly) en el laboratorio de Química Bioorgánica en el National Institute of Diabetes and Digestive and Kidney Diseases, Building 8, Room 1A27, National Institutes of Health, Bethesda, MD 20892, USA en 1997.
Otra síntesis posterior fue la realizada por Ganesh Pandey,* Akhila K. Sahoo, Smita R. Gadre, Trusar D. Bagul, and Usha D. Phalgune en la división de química orgánica (síntesis) del National Chemical Laboratory, Pune-411 008, India en 1999. Esta síntesis se basa en una cicloadición [3+2].
Se han realizado otras muchas síntesis derivadas de las citadas anteriormente.
La epiboxidina ha demostrado ser un potente receptor nicotínico agonista, en particular en los receptores ganglionales de tipo de células PC12, donde no es significativamente menos potente que la epibatidina.
Por desgracia, debido a la toxicidad y alta afinidad de la epibatidina y análogos para la mayoría de nAChR, este enfoque tiene poca utilidad. Se continúa trabajando para combinar los aspectos estructurales de los ligandos más seguros nAChR como el ABT-418 con la de epibatidina para producir compuestos como epiboxidina.